# Frukost på Tiffany's (film)
Frukost på Tiffany's (originaltitel: Breakfast at Tiffany's) är en amerikansk film från 1961 i regi av Blake Edwards, med Audrey Hepburn i huvudrollen som Holly Golightly. Filmen bygger på kortromanen med samma titel från 1958 av Truman Capote.
Filmmusiken komponerades av Henry Mancini. Låten "Moon River", som spelas ofta i filmen, blev en stor succé även utanför biograferna. Audrey Hepburn sjunger låtens text, som är skriven av Johnny Mercer.

## Handling
En ung glamourös kvinna vid namn Holly Golightly (Audrey Hepburn) bor i en liten risig lägenhet i New York. Hon har ständigt ont om pengar och gör allt för att skaffa det. En dag flyttar Paul Varjak in i lägenheten ovanför henne. Utåtriktad som hon är bekantar hon sig med honom direkt.

## Medverkande i urval
| Audrey Hepburn          | – Holly Golightly / Lula Mae Barnes |
| George Peppard          | – Paul "Fred" Varjak                |
| Patricia Neal           | – Mrs. Emily Eustace "2E" Failenson |
| Buddy Ebsen             | – Doc Golightly                     |
| Martin Balsam           | – O. J. Berman                      |
| Mickey Rooney           | – I.Y. Yunioshi                     |
| Alan Reed               | – Sally Tomato                      |
| José Luis de Villalonga | – José da Silva Pereira             |
| Stanley Adams           | – Rutherford "Rusty" Trawler        |
| John McGiver            | – Tiffanys säljare                  |

## Produktion
Truman Capote ville hellre ha Marilyn Monroe i rollen som Holly Golightly i filmatiseringen av hans kortroman.

## Påverkan
År 1995 gjorde det amerikanska rockbandet Deep Blue Something en låt om filmen, "Breakfast at Tiffany's".